# Markus von Spiegelfeld

Markus Graf von Spiegelfeld (* 16. Februar 1858 in Innsbruck; † 6. Mai 1943 ebenda) war Statthalter von Tirol und Vorarlberg.

## Herkunft und Ausbildung
Markus Graf Spiegelfeld entstammte der Familie Spiegelfeld, deren Mitglieder als Beamte und Offiziere über Jahrhunderte im Dienste der Monarchie standen und die 1620 in den Adelsstand, 1765 in den Freiherrnstand und 1917 schließlich in den Grafenstand erhoben wurden. Er war das zweite von neun Kindern, die der Ehe des Geheimen Rates und Statthalters von Oberösterreich, Franz von Spiegelfeld, mit Maria Katharina geborene Gräfin Bussy-Mignot (geb. 24. August 1831) entstammten.
Nach rechts- und staatswissenschaftlichen Studien in Paris, Wien und Innsbruck wurde er 1880 als Konzeptspraktikant der Statthalterei in Innsbruck in den Staatsdienst übernommen. Von 1888 bis 1894 wirkt er als Kommissär bei den Bezirkshauptmannschaften Innsbruck, Trient und Kitzbühel. 1894 wurde er der Statthaltereiabteilung in Trient zur Dienstleistung zugewiesen, bei der er bis zu deren Auflösung im Jahre 1896 blieb. Ein Jahr später erfolgte seine Ernennung zum Bezirkshauptmann von Meran. 1901 wurde Spiegelfeld Vorstand des Präsidialbüros der Statthalterei in Innsbruck. Diese Stellung hatte er nur kurz inne, da er schon im folgenden Jahr zur Dienstleistung im Ministerium des Innern berufen wurde. Nachdem der amtierende Statthalter Erwin von Schwartzenau wiederholt seinen Rücktritt angekündigt hatte und diese Ankündigung im März 1906 in die Tat umsetzte, wurde Spiegelfeld als Hofrat mit dem Titel und Charakter eines Statthalterei-Vizepräsidenten nach Innsbruck entsandt. Im Oktober desselben Jahres wurde er zum wirklichen Statthalterei-Vizepräsidenten befördert und mit der Leitung der Statthalterei mit allen Rechten eines Statthalters betraut. Am 28. August 1907 erfolgte die offizielle Bestellung zum Statthalter von Tirol und Vorarlberg.

## Statthalter von Tirol und Vorarlberg

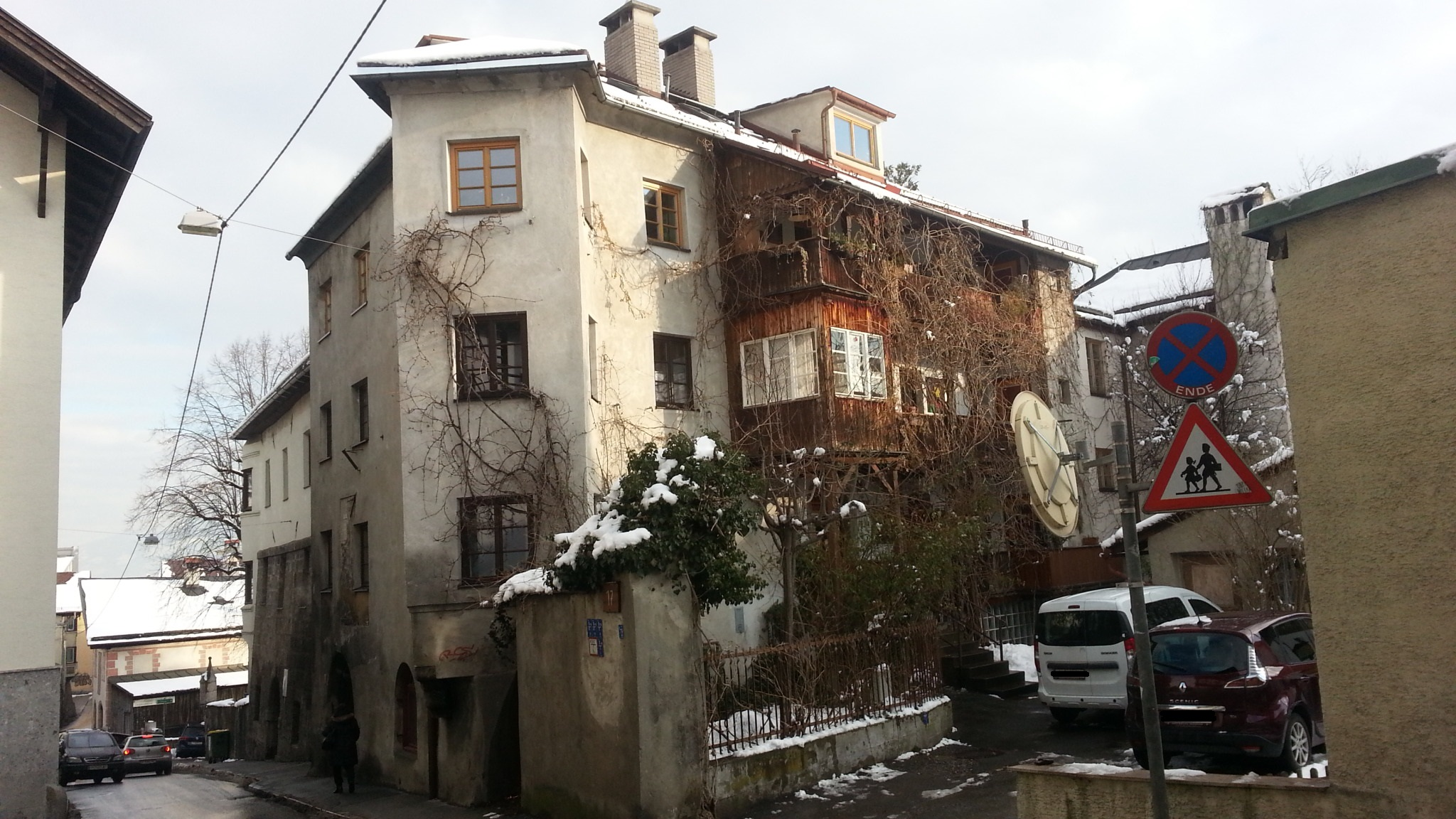
Ansitz Liechenthurn in der Schneeburggasse

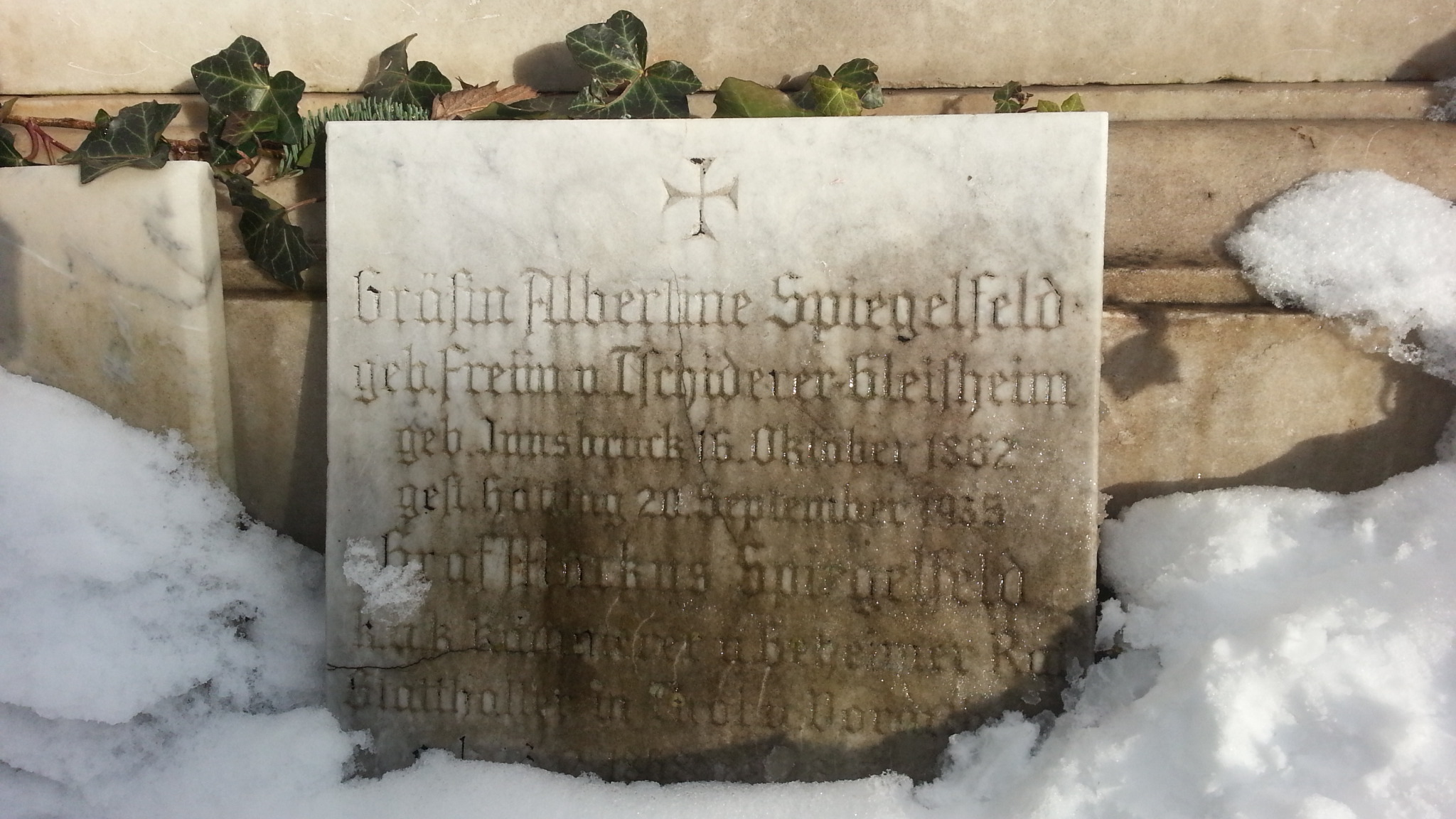
Grabplatte am Fuß des Tschiderer-Epitaphs

Die ersten Jahre seiner Amtszeit waren von der zunehmenden Radikalisierung in der Nationalitätenfrage, der Obstruktionspolitik der italienischen Abgeordneten im Tiroler Landtag und von Auseinandersetzungen zwischen den Liberalen und Konservativen überschattet. Spiegelfeld geriet schon bald zwischen die Fronten der Streitparteien. In dieser von sozialen Auseinandersetzungen geprägten Zeit hätten auch politische beschlagenere Persönlichkeiten als der eben in das Amt gehobene Statthalter Mühe gehabt, sich zu behaupten. Spiegelfeld aber verfügte nicht über den Weitblick, der notwendig gewesen wäre, um die ihm zugedachte Aufgabe zu bewältigen. Nachdem er in einer heiklen, das Verhältnis zu Italien betreffenden Frage mehrfach seinen Standpunkt gewechselt hatte, wurden im Sommer 1911 erstmals Gerüchte über eine mögliche Ablöse des Statthalters laut. Die Schwächung seiner Stellung war das Ergebnis einer unüberlegten Reaktion auf die Wahl des Grafen Maximilian Manci zum Bürgermeister von Trient, der den Deutsch-Tirolern wegen seiner irredentistischen Neigungen ein Dorn im Auge war. Da er nicht mitverantwortlich gemacht werden wollte, dass die Leitung der größten Stadt Südtirols in den Händen eines ehemaligen Reichsitalieners gelegt wird, verweigerte Spiegelfeld dem Bürgermeister die Ausstellung der für die Übernahme des Amtes erforderlichen kaiserlichen Bestätigung. Als es daraufhin in Welschtirol zu Demonstrationen gegen Österreich kam, verfiel er auf den unglücklichen Gedanken, der Regierung in Wien zu empfehlen, die autonomen Rechte der Stadt Trient zu beschränken und diese unter staatliche Aufsicht zu stellen. Ministerpräsident Gautsch, der sich über die Folgen einer solchen Maßregelung offensichtlich selbst nicht im Klaren war, griff die Anregung des Statthalters auf und ließ schon eine entsprechende Absichtserklärung verbreiten, als dieser plötzlich eine Kehrtwendung machte und seinen Vorschlag wieder zurückzog. Die Erkenntnis, dass die Umsetzung seines Vorschlages den Nationalitätenkonflikt nur noch weiter befeuern würde kam aber zu spät, da die Absicht des Ministerpräsidenten bereits nach außen gedrungen war und schon ihre unheilvollen Wirkungen äußerte. Damit hatte der Statthalter das Ministerium in eine peinliche Lage gebracht und viel an Reputation verloren. Vom Plan, die Stadt Trient unter Kuratel zu stellen, war man zwar abgekommen, aber die Bürgermeisterfrage war noch immer nicht entschieden. Als Spiegelfeld schließlich im August 1912 die Bürgermeisterwahl annullierte, eskalierte die Angelegenheit neuerlich. Den Deutschnationalen, die das Edikt grundsätzlich guthießen, war es nicht scharf genug formuliert, die anderen Parteien, selbst jene, die dem Statthalter nahe standen, hielten sein Vorgehen für überzogen und rechtlich angreifbar. Der "Allgemeine Tiroler Anzeiger" verhehlte nicht, dass mit italienischen Gemeinden in einer Weise verfahren werde, wie man bei Städten anderer Nationalitäten keineswegs vorgehen würde. Nur der Umstand, dass in so kurzer Zeit kein geeigneter Nachfolger gefunden werden konnte und der sich anbahnende Rücktritt des Ministerpräsidenten Gautsch verhinderten, dass Spiegelfeld nicht schon eher sein Amt verlor.
Im Jänner 1913 wurde die Statthalterkrise durch Meldungen in der italienischen Presse wieder neu belebt. Diese brachte den für unausweichlich gehaltenen Sturz des Statthalters mit seiner Haltung in der sogenannten „Fleimstalbahnfrage“ in Zusammenhang. Spiegelfeld hatte in der Euphorie der Vorbereitungen zu den Zentenarfeiern des Jahres 1909 den Italienern im sogenannten „Bozner Kompromiss“ zugesichert, die Fleimstalbahn als eine Art „Doppelbahn“ mit einer deutschen und einer italienischen Linie nach Bozen und Trient zu führen, konnte diese Zusage jetzt aber nicht mehr einhalten, da sich das Kabinett Stürgkh nicht an den Beschluss gebunden fühlte. Daraufhin kam es zu Protestaktionen der italienischen Abgeordneten im Tiroler Landtag, was dessen vollständige Arbeitsunfähigkeit nach sich zog. Die Schuld an diesem Debakel wurde dem Statthalter zugeschoben, dessen politisches Wollen sich darauf beschränkt hatte, sich von heute auf morgen zu halten und den momentanen Vorteil für sich zu nutzen. Nachdem Spiegelfeld erkannt hatte, dass er das Vertrauen der Parteien verspielt hatte und sich außer Stande sah, die Blockade im Landtag aufzulösen, überreichte er in der Karwoche 1913 seine Demission, die am 27. März, ungewöhnlich rasch, angenommen wurde. Zu seinem Nachfolger wurde Graf Friedrich von Toggenburg bestellt.

## Persönliches und Familiäres

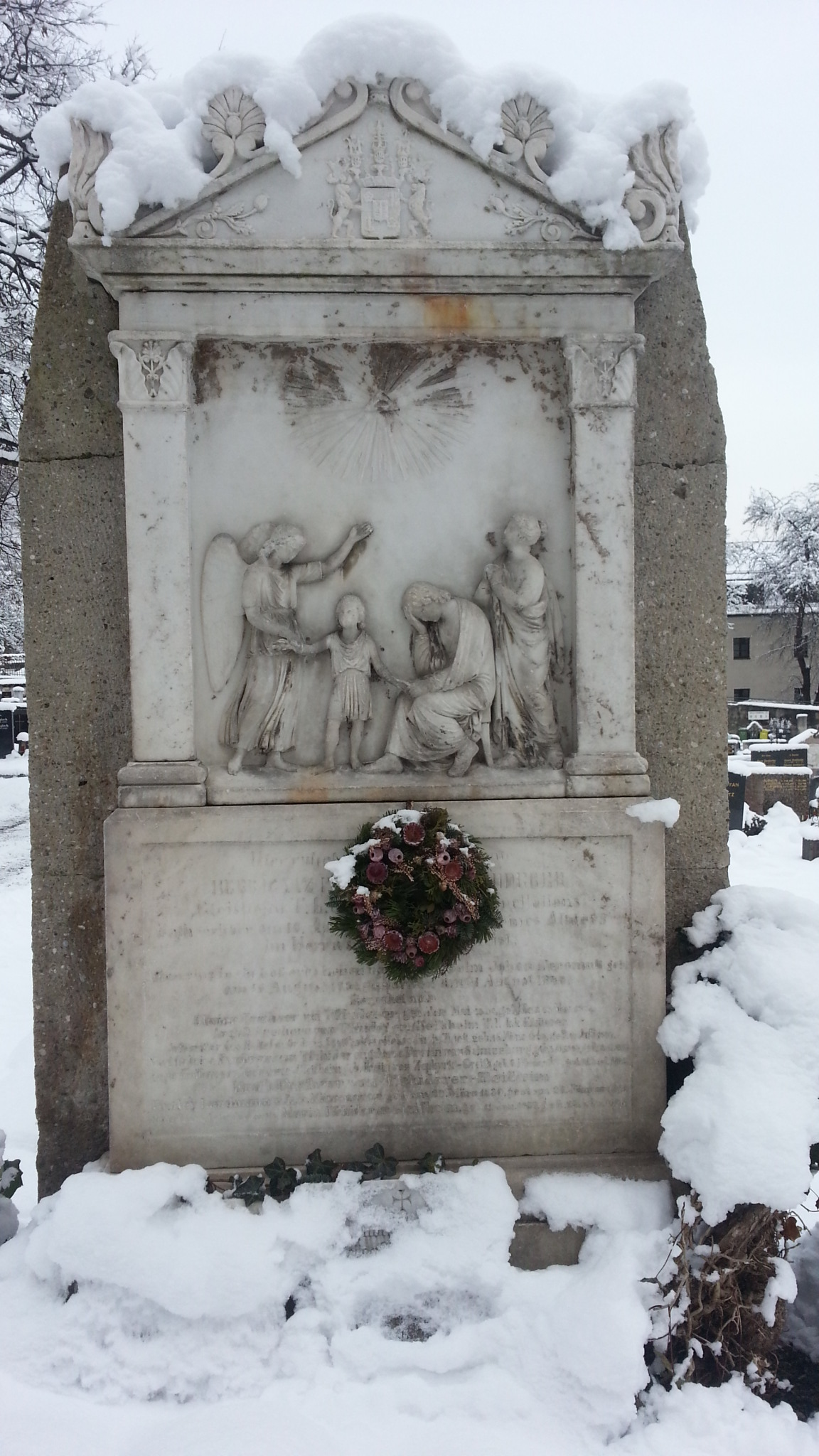
Grabstätte Tschiderer-Spiegelfeld

Markus von Spiegelfeld war zweimal verheiratet. Mit seiner ersten Frau, der Innsbruckerin Albertine Tschiderer von Gleifheim (1862–1935), hatte er fünf Kinder: Magdalena Maria Catharina (1888–1973), Martha (1889–1970), Sibylle (1892–1926), Maria (1897–1973) und Franz Xaver Matz (1900–1965). Die Familie bewohnte den Ansitz Liechtenthurn in der Schneeburggasse 15. Vier Jahre nach dem Tod seiner Frau Albertine heiratete er, im 82. Lebensjahr stehend, die um 47 Jahre jüngere Herzogin Leonarda (Leonie) Bianchi von Casalanza (1905–1982).
Er ist auf dem Friedhof in Hötting, Gräberfeld 5, Grab Nr. 251–253, an der Seite seiner ersten Frau begraben.
Seine dritte Tochter, Sibylle Spiegelfeld, verehelichte Klinger von Klingerstorff, schied freiwillig aus dem Leben, nachdem ihr Liebhaber, der Hochstapler Cyrill Constantin Orlow von ihrem Gatten bei einem Recontre im Jagdforst des Schlosses Raabs erschossen wurde. Sie ist im Klinger-Mausoleum beigesetzt, das der Gatte für die Verstorbene hat errichten lassen. Über den Vorfall, der als „Tragödie von Raabs“ in die Geschichte eingegangen ist, berichtete die Presse damals sehr ausführlich.
Spiegelfeld war sehr sozial veranlagt. Im Ersten Weltkrieg betätigte er sich beim Roten Kreuz in der Kriegsgefangenenfürsorge. Er war Ritter des Franz Joseph-Ordens (seit 1899) und Träger von mehreren hohen Auszeichnungen, unter anderem des Komturkreuzes 1. Klasse des Herzoglich Sachsen-Ernestinischen Hausordens und des serbischen Takovo-Ordens.
Er verfasste einen Nachruf auf den in Sarajevo ermordeten Thronfolger Erzherzog Franz Ferdinand.